# Giancarlo Antognoni
Giancarlo Antognoni (Marsciano, 1º aprile 1954) è un dirigente sportivo ed ex calciatore italiano, di ruolo centrocampista. Con la nazionale italiana si è laureato campione del mondo nel 1982.
Bandiera e capitano della Fiorentina con cui, tra gli anni '70 e '80 del XX secolo, giocò praticamente l'intera carriera professionistica in Italia (ha chiuso l'attività in Svizzera nel Losanna). 
Fra i giocatori viola detiene i record di presenze in tutte le competizioni (429 gare) e in Serie A (341 gare).
Con 73 gare in azzurro è anche il giocatore della Fiorentina con più presenze in nazionale (con 7 reti realizzate).
Nel 2018 è stato inserito nella Hall of Fame del calcio italiano nella categoria Veterano italiano.

## Carriera

### Giocatore

#### Club

##### Gli inizi

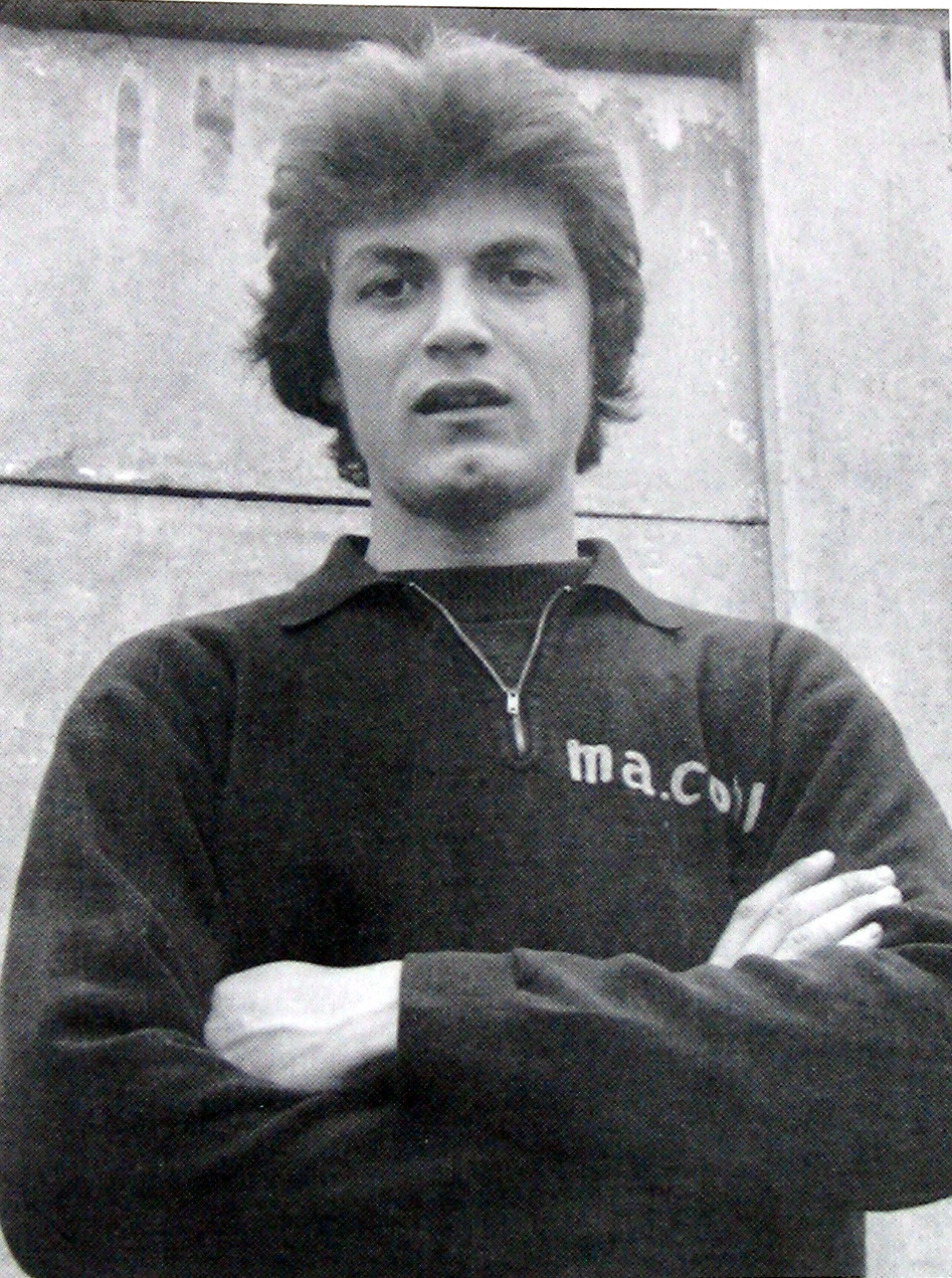
Un giovane Antognoni all'Asti MaCoBi nel 1972

Nato tifoso rossonero e cresciuto nel mito di Gianni Rivera – «Era il mio idolo [...] A Perugia mio papà gestiva un bar che era anche la sede di un Milan Club, [squadra dove] da ragazzino sognavo di giocare» –, a quindici anni Antognoni si ritrovò in Piemonte, acquistato dal Torino con cui, tuttavia, ebbe modo di giocare solo un'amichevole prima di accasarsi all'Asti MaCoBi, in Serie D.

##### Fiorentina

###### 1972-1982
La Fiorentina del presidente Ugolino Ugolini lo acquistò nel 1972, per 435 milioni di lire dell'epoca. Con i Viola esordì in Serie A a 18 anni, il 15 ottobre di quell'anno in una vittoria dei toscani per 2-1 sul campo del Verona; Antognoni scese in campo con la maglia numero otto, venendo elogiato il giorno dopo dal Corriere dello Sport che, nel titolo del resoconto della gara, lo definì «un giovanissimo Rivera» protagonista di un esaltante primo tempo. Acquistato assieme a Moreno Roggi, Mimmo Caso, Vincenzo Guerini e Claudio Desolati, Antognoni si trovò ad essere il leader di una giovane squadra che vinse, nel 1975, la Coppa Italia conquistata nella finale di Roma contro il Milan, e la Coppa di Lega Italo-Inglese contro il West Ham Utd. L'anno seguente ereditò da Claudio Merlo la fascia di capitano dei gigliati, che manterrà per il resto della sua esperienza in riva all'Arno.
Nei primi anni 80, sotto la gestione societaria dei Pontello (Flavio e Ranieri) contribuì a riportare la Fiorentina a competere per lo scudetto dopo un decennio, sfiorando il titolo nel campionato 1981-1982 quando lo mancò all'ultima giornata, dopo un serrato duello con la Juventus: «quel campionato perduto grida ancora vendetta. Arrivammo a un punto dalla Juve: all'ultima giornata a Cagliari ci annullarono un gol regolare di Graziani, mentre la Juve vinse a Catanzaro con un rigore, che c'era... Forse non doveva finire con uno spareggio perché c'era il Mondiale che incombeva e in nazionale eravamo in cinque della Fiorentina e in sette-otto della Juve».
Giocatore la cui carriera fu segnata da gravi infortuni, il più drammatico risale al 22 novembre 1981 quando, in uno scontro di gioco con il portiere del Genoa, Silvano Martina, riportò una frattura alle ossa craniche e la temporanea interruzione del battito cardiaco: Antognoni ebbe salva la vita grazie al pronto intervento del medico sociale rossoblù, Pierluigi Gatto, il quale con Ennio Raveggi, massaggiatore dei viola, riattivò le funzioni respiratorie e il battito del giocatore.

###### 1982-1987
Il 21 febbraio 1984 un nuovo scontro di gioco, stavolta con Luca Pellegrini della Sampdoria, gli causò la frattura scomposta di tibia e perone della gamba destra, costringendolo a rimanere lontano dai rettangoli di gioco per quasi due anni.
Tornò in campo soltanto nel novembre 1985, per giunta scontrandosi col sopravvenuto ostracismo della dirigenza e dell'allenatore Aldo Agroppi in primis, più che dubbiosi sul suo effettivo stato di forma, situazione che aveva rischiato di sfociare in una clamorosa rottura tra la bandiera gigliata e l'ambiente. Pur ricomponendosi, il rapporto fra Antognoni e Agroppi rimarrà teso per il resto della stagione, tanto che nel marzo 1986 ciò farà da pretesto per una violenta aggressione ai danni del tecnico da parte di una frangia di ultras viola, reo ai loro occhi di una cattiva gestione del numero dieci, e che non degenererà in peggio solo per l'intervento del compagno di squadra Daniel Passarella.

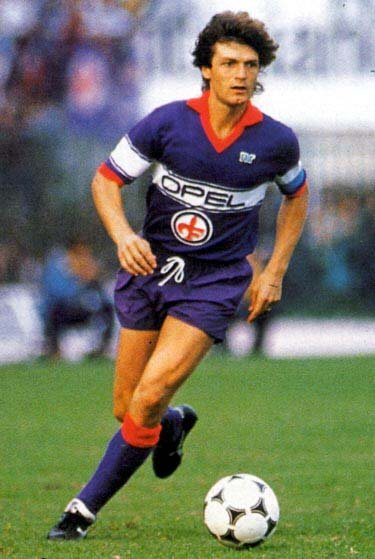
Antognoni in azione per la squadra gigliata a metà degli anni 80

Nell'annata 1986-1987, assieme a Ramón Díaz, Antognoni guidò la Fiorentina a una difficile salvezza in campionato; vittima di un nuovo infortunio in Coppa Italia alla fine della stagione precedente, il capitano viola, sotto la guida di Eugenio Bersellini, esordì solo sul finire del girone di andata, nella sconfitta interna contro l'Inter: in tutto 19 presenze e 4 reti, di cui una su calcio di punizione al Napoli. Segnò l'ultima rete in maglia gigliata all'Empoli nell'aprile 1987.

##### Losanna e ritiro
Al termine della stagione, dopo 429 incontri e 72 reti in tutte le competizioni, Antognoni lasciò la Fiorentina per accasarsi alla squadra svizzera del Losanna, dove disputò ancora due stagioni. Il 25 aprile 1989 lasciò il calcio giocato: per la sua gara di addio, tra l'Italia campione del mondo 1982 e una selezione del resto del mondo, si stiparono, in uno stadio Comunale pur in rifacimento per i mondiali di Italia 1990, circa 40 000 tifosi, ai quali la bandiera viola regalò un giro di campo.

#### Nazionale

##### Nazionali giovanili
Nel corso del 1973 Antognoni debuttò in maglia azzurra, venendo impiegato nelle nazionali giovanili Under-21 e Under-23: l'esordio assoluto fu il 10 ottobre nelle file dell'Under-21, in una gara a Parigi contro i pari età della Francia (1-1), mentre quello con l'Under-23 avvenne il 21 dello stesso mese, nella partita giocata a San Gallo contro la Svizzera B (1-1).

##### Nazionale maggiore
Convocato dal commissario tecnico Fulvio Bernardini, Antognoni esordì in nazionale maggiore il 20 novembre 1974, a 20 anni, in occasione della partita Paesi Bassi-Italia (3-1) valida per le qualificazioni al campionato d'Europa 1976. Fu impiegato subito con continuità, visto anche il grande ricambio generazionale dell'epoca, che lo vide ricoprire in campo le posizioni prima occupate da elementi quali Sandro Mazzola e Gianni Rivera. Realizzò il suo primo gol in maglia azzurra il 7 aprile 1976, nell'amichevole vinta per 3-1 contro il Portogallo.

Antognoni durante Italia- (2-0) del 17 novembre 1976.

Confermato anche dal successivo selezionatore Enzo Bearzot, giocò da titolare il campionato del mondo 1978 in Argentina chiuso dagli Azzurri al quarto posto, così come il successivo campionato d'Europa 1980 ospitato in Italia.
Prese parte, sempre da titolare, anche al campionato del mondo 1982 in Spagna, nel quale l'Italia sollevò la Coppa del Mondo. In terra iberica, nella decisiva gara contro il Brasile della seconda fase a gironi, aveva segnato una rete, quella del possibile 4-2 azzurro, annullata per un fuorigioco poi rivelatosi inesistente. Un fallo di Matysik nella semifinale con la Polonia lo privò della possibilità di scendere in campo nella vittoriosa finale di Madrid contro la Germania Ovest: «a parte quella partita di Cagliari che ci costò lo scudetto, la finale del Mundial spagnolo che non mi fu possibile giocare» rappresentò per Antognoni la più grande delusione della vita calcistica; come ricorderà anni dopo, «quella volta mi girarono parecchio le scatole. Vidi Italia-Germania dalla tribuna stampa».
Impiegato anche nelle successive qualificazioni al campionato d'Europa 1984, giocò la sua ultima partita in nazionale il 16 novembre 1983, nella gara persa 2-0 contro la Cecoslovacchia a Praga.
Antognoni ha vestito per 73 volte la maglia della nazionale italiana, realizzando 7 reti.

### Dopo il ritiro
Rientrato a Firenze, nel 1990 Antognoni ha accettato di entrare a far parte della dirigenza della Fiorentina, vestendo quindi diversi incarichi sotto la gestione della famiglia Cecchi Gori (con il padre Mario prima, e il figlio Vittorio poi); partito come osservatore, è diventato in seguito team manager, fino a ricoprire le mansioni di direttore generale; tra le sue operazioni come dirigente, è compreso anche l'acquisto del portoghese Rui Costa, che lo stesso Antognoni considerò il suo «fiore all'occhiello». Nelle fasi finali della stagione 1992-1993, ha assunto brevemente, assieme a Luciano Chiarugi, anche la responsabilità tecnica della squadra, pur non riuscendo a evitare la retrocessione dei gigliati in cadetteria dopo oltre mezzo secolo. Dopo essere tornato nei quadri dirigenziali, si è infine dimesso dai suoi ruoli operativi nel 2001, all'indomani dell'esonero di Fatih Terim, entrato ormai in contrasto col presidente fiorentino:
In seguito, Antognoni è entrato a far parte dello staff della FIGC, che gli ha affidato diversi incarichi nell'ambito del calcio giovanile: nell'ottobre del 2005 è stato nominato coordinatore degli osservatori delle nazionali giovanili, mentre nell'agosto del 2015 è diventato capo delegazione della nazionale Under-21.
Nel gennaio del 2017, una volta scaduto il contratto con la FIGC, è tornato alla Fiorentina, inizialmente con compiti di rappresentanza e dal giugno seguente anche come club manager; ha quindi mantenuto i propri incarichi fino al luglio del 2021, quando ha lasciato il club viola a causa di sopravvenuti dissidi con la dirigenza.
Nell'aprile del 2024, Antognoni è tornato a ricoprire l'incarico di capo delegazione della nazionale Under-21 dopo sette anni, nominato dal presidente della FIGC Gabriele Gravina.

## Statistiche

### Presenze e reti nei club
| Stagione          | Squadra           | Campionato        | Campionato | Campionato | Coppe nazionali | Coppe nazionali | Coppe nazionali | Coppe continentali | Coppe continentali | Coppe continentali | Altre coppe | Altre coppe | Altre coppe | Totale | Totale |
| Stagione          | Squadra           | Comp              | Pres       | Reti       | Comp            | Pres            | Reti            | Comp               | Pres               | Reti               | Comp        | Pres        | Reti        | Pres   | Reti   |
| ----------------- | ----------------- | ----------------- | ---------- | ---------- | --------------- | --------------- | --------------- | ------------------ | ------------------ | ------------------ | ----------- | ----------- | ----------- | ------ | ------ |
| 1972-1973         | Fiorentina        | A                 | 20         | 2          | CI              | 1               | 0               | CU                 | 1                  | 0                  | CAI         | 6           | 0           | 28     | 2      |
| 1973-1974         | Fiorentina        | A                 | 25         | 1          | CI              | 4               | 1               | CU                 | 2                  | 0                  | -           | -           | -           | 31     | 2      |
| 1974-1975         | Fiorentina        | A                 | 29         | 4          | CI              | 9               | 1               | CM                 | 4                  | 0                  | -           | -           | -           | 42     | 5      |
| 1975-1976         | Fiorentina        | A                 | 30         | 5          | CI              | 6               | 2               | CdC                | 4                  | 0                  | CdL         | 2           | 0           | 42     | 7      |
| 1976-1977         | Fiorentina        | A                 | 28         | 4          | CI              | 4               | 0               | CM                 | 4                  | 0                  | -           | -           | -           | 36     | 4      |
| 1977-1978         | Fiorentina        | A                 | 26         | 6          | CI              | 4               | 1               | CU                 | 2                  | 0                  | -           | -           | -           | 32     | 7      |
| 1978-1979         | Fiorentina        | A                 | 27         | 0          | CI              | 4               | 0               | -                  | -                  | -                  | -           | -           | -           | 31     | 0      |
| 1979-1980         | Fiorentina        | A                 | 30         | 8          | CI              | 4               | 1               | -                  | -                  | -                  | -           | -           | -           | 34     | 9      |
| 1980-1981         | Fiorentina        | A                 | 27         | 9          | CI              | 6               | 0               | -                  | -                  | -                  | TC          | 0           | 0           | 33     | 9      |
| 1981-1982         | Fiorentina        | A                 | 16         | 3          | CI              | 5               | 2               | -                  | -                  | -                  | -           | -           | -           | 21     | 5      |
| 1982-1983         | Fiorentina        | A                 | 27         | 9          | CI              | 5               | 0               | CU                 | 2                  | 1                  | -           | -           | -           | 34     | 10     |
| 1983-1984         | Fiorentina        | A                 | 18         | 5          | CI              | 5               | 2               | -                  | -                  | -                  | -           | -           | -           | 23     | 7      |
| 1984-1985         | Fiorentina        | A                 | 0          | 0          | CI              | 0               | 0               | CU                 | 0                  | 0                  | -           | -           | -           | 0      | 0      |
| 1985-1986         | Fiorentina        | A                 | 19         | 1          | CI              | 3               | 0               | -                  | -                  | -                  | -           | -           | -           | 22     | 1      |
| 1986-1987         | Fiorentina        | A                 | 19         | 4          | CI              | 0               | 0               | -                  | -                  | -                  | -           | -           | -           | 19     | 4      |
| Totale Fiorentina | Totale Fiorentina | Totale Fiorentina | 341        | 61         |                 | 60              | 10              |                    | 19                 | 1                  |             | 8           | 0           | 428    | 72     |
| 1987-1988         | Losanna           | LNA               | 19         | 4          | CS              | 0               | 0               | -                  | -                  | -                  | -           | -           | -           | 19     | 4      |
| 1988-1989         | Losanna           | LNA               | 32         | 3          | CS              | 0               | 0               | -                  | -                  | -                  | -           | -           | -           | 32     | 3      |
| Totale Losanna    | Totale Losanna    | Totale Losanna    | 51         | 7          |                 | -               | -               |                    | -                  | -                  |             | -           | -           | 51     | 7      |
| Totale carriera   | Totale carriera   | Totale carriera   | 392        | 68         |                 | 60              | 10              |                    | 19                 | 1                  |             | 8           | 0           | 479    | 79     |

### Cronologia presenze e reti in nazionale
| Cronologia completa delle presenze e delle reti in nazionale ― Italia | Cronologia completa delle presenze e delle reti in nazionale ― Italia | Cronologia completa delle presenze e delle reti in nazionale ― Italia | Cronologia completa delle presenze e delle reti in nazionale ― Italia | Cronologia completa delle presenze e delle reti in nazionale ― Italia | Cronologia completa delle presenze e delle reti in nazionale ― Italia | Cronologia completa delle presenze e delle reti in nazionale ― Italia | Cronologia completa delle presenze e delle reti in nazionale ― Italia |
| Data                                                                  | Città                                                                 | In casa                                                               | Risultato                                                             | Ospiti                                                                | Competizione                                                          | Reti                                                                  | Note                                                                  |
| --------------------------------------------------------------------- | --------------------------------------------------------------------- | --------------------------------------------------------------------- | --------------------------------------------------------------------- | --------------------------------------------------------------------- | --------------------------------------------------------------------- | --------------------------------------------------------------------- | --------------------------------------------------------------------- |
| 20-11-1974                                                            | Rotterdam                                                             | Paesi Bassi                                                           | 3 – 1                                                                 | Italia                                                                | Qual. Euro 1976                                                       | -                                                                     |                                                                       |
| 29-12-1974                                                            | Genova                                                                | Italia                                                                | 0 – 0                                                                 | Bulgaria                                                              | Amichevole                                                            | -                                                                     |                                                                       |
| 19-4-1975                                                             | Roma                                                                  | Italia                                                                | 0 – 0                                                                 | Polonia                                                               | Qual. Euro 1976                                                       | -                                                                     |                                                                       |
| 5-6-1975                                                              | Helsinki                                                              | Finlandia                                                             | 0 – 1                                                                 | Italia                                                                | Qual. Euro 1976                                                       | -                                                                     |                                                                       |
| 8-6-1975                                                              | Mosca                                                                 | Unione Sovietica                                                      | 1 – 0                                                                 | Italia                                                                | Amichevole                                                            | -                                                                     | 88’                                                                   |
| 27-9-1975                                                             | Roma                                                                  | Italia                                                                | 0 – 0                                                                 | Finlandia                                                             | Qual. Euro 1976                                                       | -                                                                     |                                                                       |
| 26-10-1975                                                            | Varsavia                                                              | Polonia                                                               | 0 – 0                                                                 | Italia                                                                | Qual. Euro 1976                                                       | -                                                                     | 87’                                                                   |
| 22-11-1975                                                            | Roma                                                                  | Italia                                                                | 1 – 0                                                                 | Paesi Bassi                                                           | Qual. Euro 1976                                                       | -                                                                     |                                                                       |
| 30-12-1975                                                            | Firenze                                                               | Italia                                                                | 3 – 2                                                                 | Grecia                                                                | Amichevole                                                            | -                                                                     |                                                                       |
| 7-4-1976                                                              | Torino                                                                | Italia                                                                | 3 – 1                                                                 | Portogallo                                                            | Amichevole                                                            | 1                                                                     |                                                                       |
| 23-5-1976                                                             | Washington                                                            | Stati Uniti League XI                                                 | 0 – 4                                                                 | Italia                                                                | Torneo del Bicentenario                                               | -                                                                     | 67’                                                                   |
| 28-5-1976                                                             | New York                                                              | Inghilterra                                                           | 3 – 2                                                                 | Italia                                                                | Torneo del Bicentenario                                               | -                                                                     |                                                                       |
| 31-5-1976                                                             | New Haven                                                             | Brasile                                                               | 4 – 1                                                                 | Italia                                                                | Torneo del Bicentenario                                               | -                                                                     |                                                                       |
| 5-6-1976                                                              | Milano                                                                | Italia                                                                | 4 – 2                                                                 | Romania                                                               | Amichevole                                                            | 1                                                                     |                                                                       |
| 22-9-1976                                                             | Copenaghen                                                            | Danimarca                                                             | 0 – 1                                                                 | Italia                                                                | Amichevole                                                            | -                                                                     |                                                                       |
| 25-9-1976                                                             | Roma                                                                  | Italia                                                                | 3 – 0                                                                 | Jugoslavia                                                            | Amichevole                                                            | -                                                                     |                                                                       |
| 16-10-1976                                                            | Lussemburgo                                                           | Lussemburgo                                                           | 1 – 4                                                                 | Italia                                                                | Qual. Mondiali 1978                                                   | 1                                                                     |                                                                       |
| 17-11-1976                                                            | Roma                                                                  | Italia                                                                | 2 – 0                                                                 | Inghilterra                                                           | Qual. Mondiali 1978                                                   | 1                                                                     |                                                                       |
| 22-12-1976                                                            | Lisbona                                                               | Portogallo                                                            | 2 – 1                                                                 | Italia                                                                | Amichevole                                                            | -                                                                     | 59’                                                                   |
| 26-1-1977                                                             | Roma                                                                  | Italia                                                                | 2 – 1                                                                 | Belgio                                                                | Amichevole                                                            | -                                                                     | 65’                                                                   |
| 8-6-1977                                                              | Helsinki                                                              | Finlandia                                                             | 0 – 3                                                                 | Italia                                                                | Qual. Mondiali 1978                                                   | -                                                                     | Ammonizione                                                           |
| 8-10-1977                                                             | Berlino Ovest                                                         | Germania Ovest                                                        | 2 – 1                                                                 | Italia                                                                | Amichevole                                                            | 1                                                                     |                                                                       |
| 15-10-1977                                                            | Torino                                                                | Italia                                                                | 6 – 1                                                                 | Finlandia                                                             | Qual. Mondiali 1978                                                   | -                                                                     |                                                                       |
| 16-11-1977                                                            | Londra                                                                | Inghilterra                                                           | 2 – 0                                                                 | Italia                                                                | Qual. Mondiali 1978                                                   | -                                                                     |                                                                       |
| 3-12-1977                                                             | Roma                                                                  | Italia                                                                | 3 – 0                                                                 | Lussemburgo                                                           | Qual. Mondiali 1978                                                   | -                                                                     |                                                                       |
| 21-12-1977                                                            | Liegi                                                                 | Belgio                                                                | 0 – 1                                                                 | Italia                                                                | Amichevole                                                            | 1                                                                     | Cap.                                                                  |
| 25-1-1978                                                             | Madrid                                                                | Spagna                                                                | 2 – 1                                                                 | Italia                                                                | Amichevole                                                            | -                                                                     | Cap. 60’                                                              |
| 8-2-1978                                                              | Napoli                                                                | Italia                                                                | 2 – 2                                                                 | Francia                                                               | Amichevole                                                            | -                                                                     | 72’                                                                   |
| 2-6-1978                                                              | Mar del Plata                                                         | Italia                                                                | 2 – 1                                                                 | Francia                                                               | Mondiali 1978 - 1º turno                                              | -                                                                     | 46’                                                                   |
| 6-6-1978                                                              | Mar del Plata                                                         | Italia                                                                | 3 – 1                                                                 | Ungheria                                                              | Mondiali 1978 - 1º turno                                              | -                                                                     |                                                                       |
| 10-6-1978                                                             | Buenos Aires                                                          | Italia                                                                | 1 – 0                                                                 | Argentina                                                             | Mondiali 1978 - 1º turno                                              | -                                                                     | 73’                                                                   |
| 14-6-1978                                                             | Buenos Aires                                                          | Germania Ovest                                                        | 0 – 0                                                                 | Italia                                                                | Mondiali 1978 - 2º turno                                              | -                                                                     | 46’                                                                   |
| 24-6-1978                                                             | Buenos Aires                                                          | Brasile                                                               | 2 – 1                                                                 | Italia                                                                | Mondiali 1978 - Finale 3º posto                                       | -                                                                     | 79’                                                                   |
| 20-9-1978                                                             | Torino                                                                | Italia                                                                | 1 – 0                                                                 | Bulgaria                                                              | Amichevole                                                            | -                                                                     |                                                                       |
| 23-9-1978                                                             | Firenze                                                               | Italia                                                                | 1 – 0                                                                 | Turchia                                                               | Amichevole                                                            | -                                                                     |                                                                       |
| 8-11-1978                                                             | Bratislava                                                            | Cecoslovacchia                                                        | 3 – 0                                                                 | Italia                                                                | Amichevole                                                            | -                                                                     | 54’                                                                   |
| 24-2-1979                                                             | Milano                                                                | Italia                                                                | 3 – 0                                                                 | Paesi Bassi                                                           | Amichevole                                                            | -                                                                     |                                                                       |
| 26-5-1979                                                             | Roma                                                                  | Italia                                                                | 2 – 2                                                                 | Argentina                                                             | Amichevole                                                            | -                                                                     |                                                                       |
| 26-9-1979                                                             | Firenze                                                               | Italia                                                                | 1 – 0                                                                 | Svezia                                                                | Amichevole                                                            | -                                                                     |                                                                       |
| 17-11-1979                                                            | Udine                                                                 | Italia                                                                | 2 – 0                                                                 | Svizzera                                                              | Amichevole                                                            | -                                                                     |                                                                       |
| 16-2-1980                                                             | Napoli                                                                | Italia                                                                | 2 – 1                                                                 | Romania                                                               | Amichevole                                                            | -                                                                     |                                                                       |
| 15-3-1980                                                             | Milano                                                                | Italia                                                                | 1 – 0                                                                 | Uruguay                                                               | Amichevole                                                            | -                                                                     |                                                                       |
| 19-4-1980                                                             | Torino                                                                | Italia                                                                | 2 – 2                                                                 | Polonia                                                               | Amichevole                                                            | -                                                                     | 59’                                                                   |
| 12-6-1980                                                             | Milano                                                                | Italia                                                                | 0 – 0                                                                 | Spagna                                                                | Euro 1980 - 1º turno                                                  | -                                                                     |                                                                       |
| 15-6-1980                                                             | Torino                                                                | Italia                                                                | 1 – 0                                                                 | Inghilterra                                                           | Euro 1980 - 1º turno                                                  | -                                                                     |                                                                       |
| 18-6-1980                                                             | Roma                                                                  | Italia                                                                | 0 – 0                                                                 | Belgio                                                                | Euro 1980 - 1º turno                                                  | -                                                                     | 35’                                                                   |
| 24-9-1980                                                             | Genova                                                                | Italia                                                                | 3 – 1                                                                 | Portogallo                                                            | Amichevole                                                            | -                                                                     |                                                                       |
| 11-10-1980                                                            | Lussemburgo                                                           | Lussemburgo                                                           | 0 – 2                                                                 | Italia                                                                | Qual. Mondiali 1982                                                   | -                                                                     | 89’                                                                   |
| 15-11-1980                                                            | Torino                                                                | Italia                                                                | 2 – 0                                                                 | Jugoslavia                                                            | Qual. Mondiali 1982                                                   | -                                                                     | 79’                                                                   |
| 6-12-1980                                                             | Atene                                                                 | Grecia                                                                | 0 – 2                                                                 | Italia                                                                | Qual. Mondiali 1982                                                   | 1                                                                     | 86’                                                                   |
| 3-1-1981                                                              | Montevideo                                                            | Uruguay                                                               | 2 – 0                                                                 | Italia                                                                | Mundialito - 1º turno                                                 | -                                                                     | Cap.                                                                  |
| 6-1-1981                                                              | Montevideo                                                            | Paesi Bassi                                                           | 1 – 1                                                                 | Italia                                                                | Mundialito - 1º turno                                                 | -                                                                     | Cap.                                                                  |
| 25-2-1981                                                             | Roma                                                                  | Italia                                                                | 0 – 3                                                                 | Europa                                                                | Amichevole                                                            | -                                                                     |                                                                       |
| 19-4-1981                                                             | Udine                                                                 | Italia                                                                | 0 – 0                                                                 | Germania Est                                                          | Amichevole                                                            | -                                                                     |                                                                       |
| 3-6-1981                                                              | Copenaghen                                                            | Danimarca                                                             | 3 – 1                                                                 | Italia                                                                | Qual. Mondiali 1982                                                   | -                                                                     |                                                                       |
| 23-9-1981                                                             | Bologna                                                               | Italia                                                                | 3 – 2                                                                 | Bulgaria                                                              | Amichevole                                                            | -                                                                     |                                                                       |
| 17-10-1981                                                            | Belgrado                                                              | Jugoslavia                                                            | 1 – 1                                                                 | Italia                                                                | Qual. Mondiali 1982                                                   | -                                                                     | 62’                                                                   |
| 14-11-1981                                                            | Torino                                                                | Italia                                                                | 1 – 1                                                                 | Grecia                                                                | Qual. Mondiali 1982                                                   | -                                                                     | 66’                                                                   |
| 14-4-1982                                                             | Lipsia                                                                | Germania Est                                                          | 1 – 0                                                                 | Italia                                                                | Amichevole                                                            | -                                                                     |                                                                       |
| 28-5-1982                                                             | Ginevra                                                               | Svizzera                                                              | 1 – 1                                                                 | Italia                                                                | Amichevole                                                            | -                                                                     | 74’                                                                   |
| 14-6-1982                                                             | Vigo                                                                  | Italia                                                                | 0 – 0                                                                 | Polonia                                                               | Mondiali 1982 - 1º turno                                              | -                                                                     |                                                                       |
| 18-6-1982                                                             | Vigo                                                                  | Italia                                                                | 1 – 1                                                                 | Perù                                                                  | Mondiali 1982 - 1º turno                                              | -                                                                     |                                                                       |
| 23-6-1982                                                             | Vigo                                                                  | Italia                                                                | 1 – 1                                                                 | Camerun                                                               | Mondiali 1982 - 1º turno                                              | -                                                                     | 36’                                                                   |
| 29-6-1982                                                             | Barcellona                                                            | Italia                                                                | 2 – 1                                                                 | Argentina                                                             | Mondiali 1982 - 2º turno                                              | -                                                                     |                                                                       |
| 5-7-1982                                                              | Barcellona                                                            | Italia                                                                | 3 – 2                                                                 | Brasile                                                               | Mondiali 1982 - 2º turno                                              | -                                                                     |                                                                       |
| 8-7-1982                                                              | Barcellona                                                            | Polonia                                                               | 0 – 2                                                                 | Italia                                                                | Mondiali 1982 - Semifinale                                            | -                                                                     | 28’                                                                   |
| 27-10-1982                                                            | Roma                                                                  | Italia                                                                | 0 – 1                                                                 | Svizzera                                                              | Amichevole                                                            | -                                                                     |                                                                       |
| 13-11-1982                                                            | Milano                                                                | Italia                                                                | 2 – 2                                                                 | Cecoslovacchia                                                        | Qual. Euro 1984                                                       | -                                                                     |                                                                       |
| 4-12-1982                                                             | Firenze                                                               | Italia                                                                | 0 – 0                                                                 | Romania                                                               | Qual. Euro 1984                                                       | -                                                                     |                                                                       |
| 12-2-1983                                                             | Limassol                                                              | Cipro                                                                 | 1 – 1                                                                 | Italia                                                                | Qual. Euro 1984                                                       | -                                                                     |                                                                       |
| 16-4-1983                                                             | Bucarest                                                              | Romania                                                               | 1 – 0                                                                 | Italia                                                                | Qual. Euro 1984                                                       | -                                                                     | 52’ 56’                                                               |
| 29-5-1983                                                             | Göteborg                                                              | Svezia                                                                | 2 – 0                                                                 | Italia                                                                | Qual. Euro 1984                                                       | -                                                                     | 46’                                                                   |
| 16-11-1983                                                            | Praga                                                                 | Cecoslovacchia                                                        | 2 – 0                                                                 | Italia                                                                | Qual. Euro 1984                                                       | -                                                                     | 75’                                                                   |
| Totale                                                                |                                                                       | Presenze (17º posto)                                                  | 73                                                                    |                                                                       | Reti (49º posto)                                                      | 7                                                                     |                                                                       |

## Palmarès

Antognoni, con i compagni di squadra della Fiorentina, solleva la Coppa Italia 1974-1975.

### Club

#### Competizioni nazionali
- Coppa Italia: 1

Fiorentina: 1974-1975

#### Competizioni internazionali
- Coppa di Lega Italo-Inglese: 1

Fiorentina: 1975

### Nazionale
- Campionato mondiale: 1

Spagna 1982

### Individuale
- Inserito nelle "Leggende del calcio" del Golden Foot

2010
- Inserito nella Hall of Fame Viola

2012
- Premio internazionale Giacinto Facchetti: 1

2016
- Inserito nella Hall of Fame del calcio italiano nella categoria Veterano italiano

2018
- Premio Nazionale Alessandro Mazzinghi per meriti sportivi

2024